# Hérenguerville
Hérenguerville település Franciaországban, Manche megyében. Lakosainak száma 200 fő (2018. január 1.). Hérenguerville Quettreville-sur-Sienne, Montmartin-sur-Mer, Hauteville-sur-Mer, Annoville és Hyenville községekkel határos.

## Népesség
A település népességének változása:
| Lakosok száma | 121  | 104  | 109  | 128  | 151  | 188  | 200  | 211  | 203  | 200  |
|               | 1968 | 1975 | 1982 | 1999 | 2006 | 2011 | 2013 | 2016 | 2017 | 2018 |